# Xavier Gens
Xavier Gens (Dunkerque, 27 de abril de 1975) es un director de cine francés. Una de sus películas más conocidas es Hitman (2007), inspirada en el reconocido videojuego del mismo nombre. Aunque no logró impresionar a los críticos, fue un éxito en taquilla, ya que consiguió recaudar 100 millones de dólares, muy por encima de los 24 que costó. A pesar del éxito, Gens no eludió polémicas con la película. Hubo rumores de que Gens estuvo a punto de ser despedido durante la fase de edición de la película porque Fox creía que el montaje de Gens era demasiado violento. Aunque finalmente eso no ocurrió y la película no es recomendada para menores de 18 años.

## Vida personal
Desde 2005 está casado con la directora de documentales y cine franco-argelina Mounia Meddour.

## Filmografía

### Director
- Born to Kast (2000) - cortometraje
- Amanecer (Au Petit Matin) (2005) - cortometraje
- Sable Noir (2006) - Serie TV
- Hitman (2007)
- Frontière[s] (2007)
- Aislados (The Divide) (2011)
- The ABCs of Death (2012) - cortometraje (X is for XXL)
- Crossing Lines (2014) - Serie TV (3 episodios: "The Team: Part Two", "The Long Way Home" y "The Rescue".
- Marseille (2016) - Serie TV
- La piel fría (2017)
- The Crucifixion (2017)
- Budapest (2018)
- (2020) - Gangs of London - serie Fox

### Escritor
- Born to Kast (2000)
- Au petit Matin (2005)
- Sable Noir (2006)
- Frontière[s] (2007)

### Actor
- Le bon, la brute et les zombies (2004)
- Lady Blood (2008)
- La Horda (2009) - narrador

### Asistente de Producción
- Al Límite del Riesgo (1996)
- Never Ever (1996)
- Madame Jaques sur la Croisette (1997)
- La colonia (1997)
- The Secret Laughter of Women (1999)
- Cramps (2000)
- La Horda (2009)
- Cell (2016)